# Simone Cairoli
Simone Cairoli (Gallarate, 13 gennaio 1990) è un multiplista italiano.

## Biografia
Da bambino dopo aver praticato ginnastica artistica (come spesso accade per i multiplisti), nel 1998 ha iniziato con l’atletica praticando velocità poi corsa su strada e quella campestre, in seguito è passato al salto in alto e quindi dal 2009 ha cominciato a dedicarsi alle prove multiple (decathlon, eptathlon indoor e pentathlon) per le quali viene allenato da Flavio Alberio ed Andrea Calandrina al Centro sportivo comunale “Renato Rossi” di Casnate con Bernate.
Nel 2007 ai campionati italiani allievi arriva nono nel salto in alto.
2008, ottavo ed undicesimo ai campionati italiani juniores rispettivamente indoor ed all'aperto sempre nel salto in alto.
Nel 2009, anno in cui giunge 15º nell’alto ai campionati italiani juniores indoor, passa alle prove multiple giungendo nel decathlon prima quarto ai nazionali under 20 di Grosseto e poi nono agli assoluti di Milano.
Accoppiata di piazzamenti quasi uguale anche nel 2010, quando conclude quarto ai nazionali promesse ed ottavo agli assoluti di Grosseto.
Il 2011 lo vede diventare campione nazionale universitario a Torino nel pentathlon; durante la stagione al coperto, gareggia agli assoluti indoor terminando al quarto posto sia tra le promesse che negli assoluti.
2012, medaglia di bronzo tra gli assoluti (4º tra le promesse) ai campionati italiani di prove multiple indoor; all'aperto invece diventa vicecampione nazionale under 23 ai campionati di categoria e poi conclude quarto agli assoluti di Bressanone.
Durante il primo anno da seniores, 23enne nel 2013, vince due medaglie d'argento ai campionati italiani di prove multiple, eptathlon (indoor) e decathlon (outdoor).
Nello stesso anno indossa per la prima volta in carriera la maglia della Nazionale seniores: il 30 giugno in Estonia chiude in 19ª posizione nel decathlon nella Super League della Coppa Europa di prove multiple svoltasi a Tallinn.
Nel triennio 2014-2016 ha vinto 5 medaglie agli assoluti di specialità con 4 titoli: oro indoor ed argento all'aperto nel 2014, doppio oro nel 2015, ritirato negli assoluti al coperto ed oro outdoor nel 2016.
Sempre nel 2014 gareggia a Madeira in Portogallo nella First League della Coppa Europa di prove multiple, concludendo 18º nel decathlon.
Il 2015 lo vede partecipare in Polonia alla First League della Coppa Europa di prove multiple tenutasi ad Inowrocław dove termina la due giorni del decathlon al settimo posto (il migliore tra gli italiani presenti in gara).
Con 5986 punti è il secondo migliore italiano di sempre nell'eptathlon indoor, risultato ottenuto il 21 febbraio 2021 al Palaindoor di Ancona, in occasione del titolo italiano assoluto di prove multiple al coperto.
È allenato da Andrea Calandrina.

## Record personali

### Prestazioni nelle prove delle gare dei record
Dettagli del record
nel decathlon
| Prova                  | Prestazione (Punti) |
| ---------------------- | ------------------- |
| 100 m piani            | 10"94 (874 p.)      |
| Salto in lungo         | 7,49 m (932 p.)     |
| Getto del peso         | 13,25 m (682 p.)    |
| Salto in alto          | 2,05 m (850 p.)     |
| 400 m piani            | 48"77 (872 p.)      |
| 110 m ostacoli         | 14"66 (891 p.)      |
| Lancio del disco       | 35,30 m (570 p.)    |
| Salto con l'asta       | 4,60 m (790 p.)     |
| Lancio del giavellotto | 59,62 m (732 p.)    |
| 1500 m piani           | 4'28"30 (756 p.)    |
| Punteggio totale       | 7 949 punti         |

Dettagli del record
nell'eptathlon indoor
| Prova            | Prestazione (Punti) |
| ---------------- | ------------------- |
| 60 m piani       | 7"05 (865 p.)       |
| Salto in lungo   | 7,52 m (940 p.)     |
| Getto del peso   | 13,53 m (700 p.)    |
| Salto in alto    | 2,04 m (840 p.)     |
| 60 m ostacoli    | 8"23 (925 p.)       |
| Salto con l'asta | 4,70 m (819 p.)     |
| 1000 m piani     | 2'42"10 (850 p.)    |
| Punteggio totale | 5 939 punti         |

## Progressione

### Decathlon
| Stagione | Punteggio | Luogo      | Data      | Rank. Mond. |
| -------- | --------- | ---------- | --------- | ----------- |
| 2018     | 7949 p.   | Berlino    | 8-8-2018  | 40º         |
| 2017     | 7875 p.   | Götzis     | 28-5-2017 | 52º         |
| 2016     | 7616 p.   | Oyonnax    | 15-5-2016 | 73º         |
| 2015     | 7611 p.   | Firenze    | 16-5-2015 | 85º         |
| 2014     | 7312 p.   | Madeira    | 6-7-2014  | -           |
| 2013     | 7169 p.   | Tallinn    | 30-6-2013 | -           |
| 2012     | 6783 p.   | Bressanone | 8-7-2012  | -           |
| 2011     | 6522 p.   | Chiari     | 1-5-2011  | -           |
| 2010     | 6501 p.   | Bressanone | 18-7-2010 | -           |
| 2009     | 5859 p.   | Milano     | 1-8-2009  | -           |

### Eptathlon indoor
| Stagione | Punteggio | Luogo    | Data       | Rank. Mond. |
| -------- | --------- | -------- | ---------- | ----------- |
| 2021     | 5986 p.   | Ancona   | 21-2-2021  |             |
| 2020     | 5939 p.   | Ancona   | 23-2-2020  | 13º         |
| 2019     | 5752 p.   | Padova   | 27-1-2019  | 37º         |
| 2018     | 5645 p.   | Aubiere  | 16-12-2018 | 55º         |
| 2017     | 5841 p.   | Belgrado | 5-3-2017   | 24º         |
| 2016     | 5531 p.   | Aubiere  | 18-12-2016 | -           |
| 2015     | 5683 p.   | Padova   | 24-1-2015  | -           |
| 2014     | 5334 p.   | Padova   | 26-1-2014  | -           |
| 2013     | 5392 p.   | Ancona   | 27-1-2013  | -           |
| 2012     | 4884 p.   | Ancona   | 28-1-2012  | -           |
| 2011     | 5004 p.   | Ancona   | 30-1-2011  | -           |

## Palmarès
| Anno | Manifestazione | Sede     | Evento    | Risultato | Prestazione | Note                          |
| ---- | -------------- | -------- | --------- | --------- | ----------- | ----------------------------- |
| 2017 | Europei indoor | Belgrado | Eptathlon | 12º       | 5 841 p.    | Miglior prestazione personale |
| 2018 | Europei        | Berlino  | Decathlon | 10º       | 7 949 p.    | Miglior prestazione personale |

## Campionati nazionali
- 2 volte campione assoluto di decathlon (2015, 2016)
- 6 volte campione assoluto indoor di eptathlon (2014, 2015, 2017, 2018, 2019, 2020)

2007
- 9º ai Campionati italiani allievi e allieve, (Cesenatico), Salto in alto - 1,97 m[7]

2008
- 8º ai Campionati italiani allievi-juniores-promesse indoor, (Ancona), Salto in alto - 1,86 m[8]
- 11º ai Campionati italiani juniores e promesse, (Torino), Salto in alto - 1,80 m[9]

2009
- 15º ai Campionati italiani allievi-juniores-promesse indoor, (Ancona), Salto in alto - 1,85 m[10]
- 4º ai Campionati italiani juniores e promesse di prove multiple, (Grosseto), Decathlon - 6303 p.[11]
- 9º ai Campionati italiani assoluti di prove multiple, Milano), Decathlon - 5859 p.[12]

2010
- 4º ai Campionati italiani juniores e promesse di prove multiple, (Cercola), Decathlon - 6463 p.[13]
- 8º ai Campionati italiani assoluti di prove multiple, Bressanone), Decathlon - 6501 p.[14]

2011
- 4º ai Campionati italiani di prove multiple indoor, (Ancona), Eptathlon - 5004 p. (assoluti)[15]
- 4º ai Campionati italiani di prove multiple indoor, (Ancona), Eptathlon - 5004 p. (promesse)[16]
- Bronzo ai Campionati nazionali universitari, (Torino), Pentathlon - 3340 p.[17]

2012
- Bronzo ai Campionati italiani di prove multiple indoor, (Ancona), Eptathlon - 4884 p. (assoluti)[18]
- 4º ai Campionati italiani di prove multiple indoor, (Ancona), Eptathlon - 4884 p. (promesse)[19]
- Argento ai Campionati italiani juniores e promesse di prove multiple, (Novara), Decathlon - 6635 m[20]
- 4º ai Campionati italiani assoluti di prove multiple, (Bressanone), Decathlon - 6783 p.[21]

2013
- Argento ai Campionati italiani assoluti di prove multiple indoor, (Ancona), Eptathlon - 5392 p.[22]
- Argento ai Campionati italiani assoluti di prove multiple, (Milano), Decathlon - 7089 p.[23]

2014
- Oro ai Campionati italiani assoluti di prove multiple indoor, (Ancona), Eptathlon - 5334 p.[24]
- Argento ai Campionati italiani assoluti di prove multiple, (Rovereto), Decathlon - 7322 p.[25]

2015
- Oro ai Campionati italiani assoluti di prove multiple indoor, (Padova), Eptathlon - 5683 p.[26]
- Oro ai Campionati italiani assoluti di prove multiple, (Torino), Decathlon - 7482 p.[27]

2016
- In finale ai Campionati italiani assoluti di prove multiple indoor, (Padova), Eptathlon - r[28]
- Oro ai Campionati italiani assoluti di prove multiple, (Rieti), Decathlon - 7463 p.[29]

## Altre competizioni internazionali
2013
- 10º al Multistars, ( Firenze), Decathlon - 6785 p.[30]
- 19º nella Super League della Coppa Europa di prove multiple, ( Tallinn), Decathlon - 7169 p.[31]

2014
- 6º al Multistars, ( Firenze), Decathlon - 7168 p.[32]
- 18º nella First League della Coppa Europa di prove multiple, ( Madeira), Decathlon - 7312 p.[33]

2015
- 4º ai Campionati francesi élite, ( Aubagne), Eptathlon - 5561 p.[34]
- Bronzo al Multistars, ( Firenze), Decathlon - 7611 p.[35]
- 20º all'Hypo-Meeting, ( Götzis), Decathlon - 7383 p.[36]
- 7º nella First League della Coppa Europa di prove multiple, ( Inowrocław), Decathlon - 7306 p.[37]

2016
- 10º al Multistars, ( Firenze), Decathlon - 7226 p.[38]
- Oro nel Campionato regionale francese, ( Oyonnax), Decathlon - 7616 p.[39]